# バニョーネ
バニョーネ(伊: Bagnone)は、イタリア共和国トスカーナ州マッサ＝カッラーラ県にある、人口約1,700人の基礎自治体（コムーネ）。

## 地理

### 位置・広がり

#### 隣接コムーネ
隣接するコムーネは以下の通り。括弧内のPRはパルマ県所属を示す。
- コルニーリオ (PR)
- フィラッティエーラ
- リッチャーナ・ナルディ
- モンキオ・デッレ・コルティ (PR)
- ヴィッラフランカ・イン・ルニジャーナ

### 気候分類・地震分類

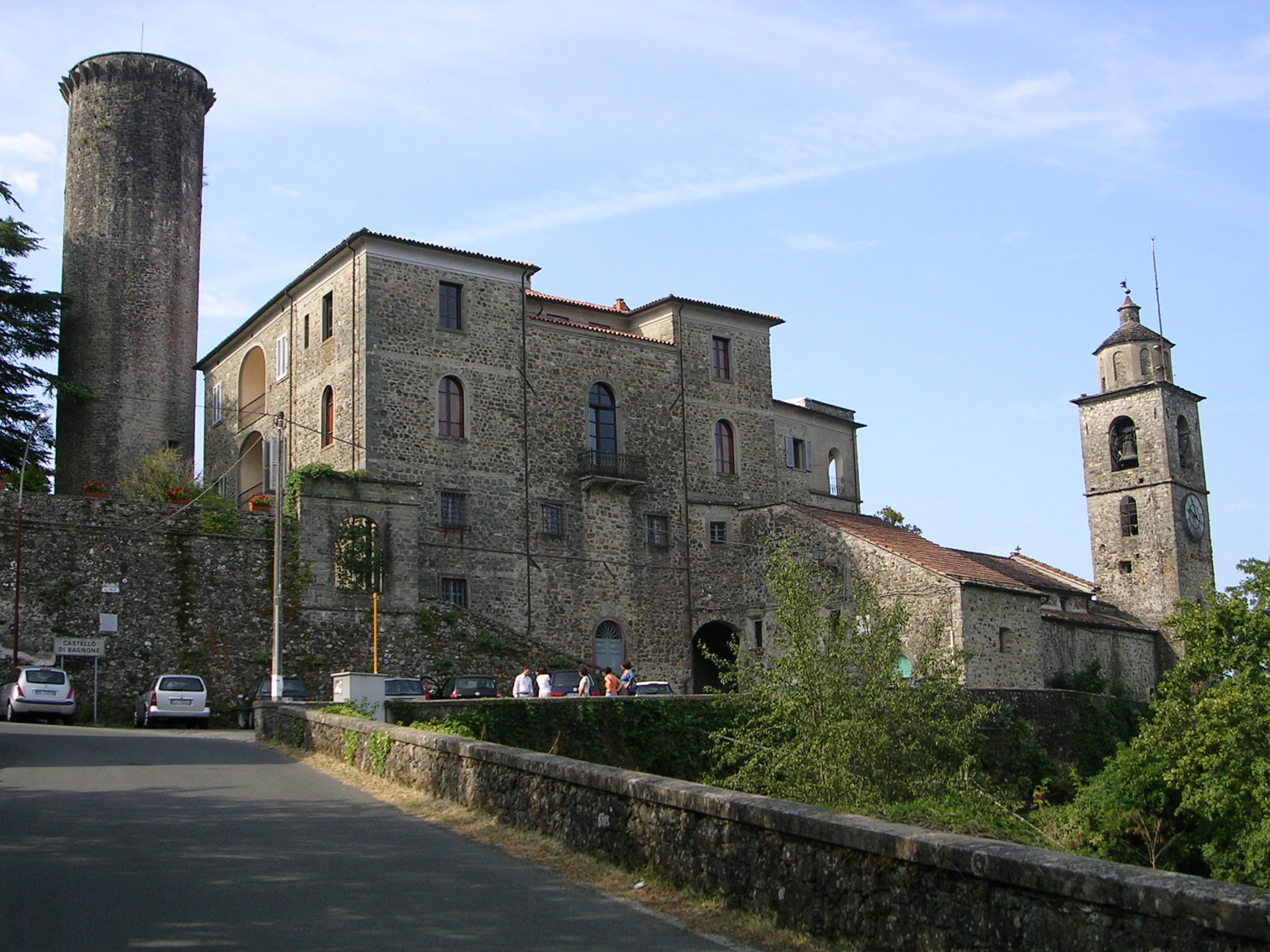
Bagnone

バニョーネにおけるイタリアの気候分類 (it) および度日は、zona E, 2316 GGである。
また、イタリアの地震リスク階級 (it) では、zona 2 (sismicità media) に分類される。

## 行政

### 分離集落
バニョーネには、以下の分離集落（フラツィオーネ）がある。
- Biglio, Canale, Castiglione del Terziere, Collesino, Compione, Corlaga, Corvarola, Gabbiana, Iera, Lusana, Mochignano, Orturano, Pastina, Pieve, Treschietto, Vico